# Сафи (пуштунское племя)
Сафи (пушту ساپی‎ sāpai; множ. ساپي sāpi) — ветвь пуштунского племени Гаргаш, происходящая из района Кохи Сафи афганской провинции Парван. Сафи также составляют большинство населения в долине Пеш провинции Кунар и проживают в меньших количествах в Мохманде, Баджауре, Зоне племён и Пакистане.
Сафи делятся на четыре главных клана: Гурбуз, Мехсуд, Кандахари и Вазир.
Точный размер племени неизвестен, по оценкам, оно насчитывает более 160 тысяч человек, большая часть (140 тыс.) проживает в северо-восточной части провинции Кунар.
Сафи сыграли важную роль в афганском обществе, особенно в правительственном секторе.

## История
Происхождение Сафи восходит к жителям древнего царства Гандхара и родственным им нуристанцам. Наиболее известное упоминание о Сафи в афганской истории относится к восстанию против Аурангзеба в 1668 году. Восстание вспыхнуло из-за убийства девушки этого племени генералом Империи Великих Моголов. В ответ Сафи убили генерала. Когда новость об убийстве генерала достигла Аурангзеба, он потребовал от племени выдать убийц, но старейшины отказались и тем самым бросили вызов императору. Аурангзеб отправился с большим войском против Сафи и их союзников, среди которых были Хаттак, Афридии, Шинвари, Моманд под руководством Хаттак Хушаль-хана. По афганским источникам, Аурангзеб потерпел унизительное поражение, потеряв при этом 40 тысяч солдат.
В настоящее время племя Сафи оказывает сопротивление режиму Талибан.

## Выдающиеся деятели
- Абдул Кудос Сафи — председатель совета директоров Safi Airways
- Шамс-о-Камар Сафи — генеральный директор Федерального казначейства Пакистана
- Гулям Хасан Сафи — лидер племени Сафи в провинции Лагман (Афганистан)
- Шах Мехмуд Сафи — бывший правитель провинции Лагман (Афганистан)
- Дауд Сафи — бывший правитель провинции Гильменд (Афганистан)
- Аманулла Саилааб Сафи — афганский поэт
- Салим Сафи — журналист